# Tokariv, Novohrad-Volînskîi
Tokariv (în ucraineană Токарів) este localitatea de reședință a comunei Tokariv din raionul Novohrad-Volînskîi, regiunea Jîtomîr, Ucraina.

## Demografie
Componența lingvistică a localității Tokariv
     Ucraineană (98,14%)
     Rusă (1,49%)
     Alte limbi (0,12%)
Conform recensământului din 2001, majoritatea populației localității Tokariv era vorbitoare de ucraineană (98,14%), existând în minoritate și vorbitori de rusă (1,49%).